# مجتبی پورمحسن
مجتبی پورمحسن (زادهٔ ۶ اردیبهشت ۱۳۵۸) نویسنده، شاعر، روزنامه‌نگار تحقیقی، مترجم، منتقد ادبی و فعال سیاسی ایرانی است. از کتاب‌های او یکی ما و غرب است که مجموعه گفتگوهایی با متفکران سده چهارده است، مثل صادق زیباکلام، محمد قائد، فریبرز رئیس دانا و بیست چهره دیگر. رمان بهار ۶۳ پورمحسن برنده جایزه کتاب سال نویسندگان و منتقدان مطبوعات ایران چاپ شده در سال ۱۳۸۸ شد. این رمان بارها تجدید چاپ شده است. او اکنون در شبکه ایران اینترنشنال به عنوان روزنامه‌نگار تحقیقی، فعالیت می‌کند.

## زندگی
با تأسیس روزنامهٔ شرق پورمحسن به این روزنامه پیوست و در مردادِ ۱۳۸۶ گفتگویی با ساقی قهرمان تهیه کرد که چاپش سببِ توقیفِ شرق شد. گرایش‌های هم‌جنس‌خواهانه قهرمان و حمایتش از هم‌جنس‌خواهان علّتِ توقیف روزنامه بود. پس از توقیف روزنامه، مسئولان شرق مدعی شدند که پورمحسن به صورت پروژه‌ای با این رسانه کار می‌کرده است.
مجتبی پورمحسن از سال ۱۳۸۵ سردبیر روزنامه محلی گیلان امروز شد. از همین سال همکاری خود را با رادیو زمانه نیز آغاز کرد. او در این رادیو به ساخت برنامه‌هایی در حوزه فرهنگ و هنر و اندیشه می‌پرداخت. به گزارش رادیوزمانه، پورمحسن به‌طور آزاد با رادیو زمانه همکاری و ترجمه‌ها، گفتگوها و و گفتارهای ادبی برای سایت زمانه تهیه می‌کرد.

### بازداشت در سال ۱۳۸۸
در پی اعتراضات به نتیجه انتخابات ریاست‌جمهوری در سال ۱۳۸۸، در شامگاه ۲۵ خرداد ۸۸، مجتبی پورمحسن در خانه‌اش در رشت دستگیر شد. افرادی که خود را مأمور وزارت اطلاعات معرفی کردند، کیس کامپیوتر، برخی کتاب‌ها و فیلم‌های پورمحسن را نیز با خود او ضبط کرند. پورمحسن را ابتدا سه روز در بازداشتگاه موقت نگه داشتند و در حالی که قول آزاد کردن او در قبال وثیقه را داده بودند، به زندان لاکان رشت منتقل کردند. پورمحسن پس از ۱۱ روز بازداشت انفرادی، به قید وثیقه آزاد شد.
پورمحسن در تابستان سال ۸۹، به اتهام تبلیغ علیه نظام از طریق همکاری با رادیو زمانه به یک سال حبس محکوم شد اما دادگاه حکم زندان او را برای مدت چند سال به حالت تعلیق درآورد.

### پس از آزادی
او چند ماه پس از آزادی، همکاری خود را با روزنامه فرهیختگان آغاز کرد و در طول سال‌های اخیر در مجله ادبی تجربه، مقاله نوشته است. او همچنین به انتشار رمان بهار ۶۳ پرداخت که با اقبال مخاطبان مواجه بود.
او کمی بعد از ایران مهاجرت کرد و پس از آن به عنوان کارشناس در شبکه‌های ماهواره‌ای ایران اینترنشنال و صدای آمریکا حضور پیدا کرد.

## کتابشناسی

### تالیفات
- پورمحسن, مجتبا (1379). من می‌خواهم خودم را تصادف کنم، خانم پرستار.
- پورمحسن, مجتبا (1385). هفت‌ها. انتشارات هزارهٔ سوم.
- پورمحسن, مجتبا (1387). تانگوی تک‌نفره. دانمارک: نشر ۱۴۰۰.
- پورمحسن, مجتبا (1388). تانگوی تک‌نفره. دانمارک: انتشارات هزارهٔ سوم اندیشه.[۶]
- پورمحسن, مجتبا (1396). بهار۶۳.
- پورمحسن, مجتبا (1396). Spring 63 (به انگلیسی). انتشارات شمع و مه. ISBN 978-0-05-051513-6.[۷]
- ما و غرب (مجموعه گفتگو با اندیشمندان ایرانی، ۲۰۰۸، انتشارات رادیو زمانه)
- بهار ۶۳ - رمان - نشر چشمه، چاپ اول تابستان ۱۳۸۸، چاپ دوم پاییز ۱۳۸۸، چاپ سوم پاییز ۱۳۸۹، برنده یازدهمین دوره کتاب سال نویسندگان و منتقدان مطبوعات به عنوان بهترین رمان منتشر شده در سال ۱۳۸۸
- آلبوم خانوادگی، تهران، نشر زاوش، چاپ اول: پاییز ۱۳۹۱، چاپ دوم: زمستان ۱۳۹۲[۸]
- مجموعه شعر «روز انگشت»، نشر چشمه، ۱۳۹۲[۹]
- مجموعه شعر «استخوان‌ها و شکارچی بی وقفه»، نشر روزنه، ۱۳۹۷[۱۰]

### ترجمه‌ها
- مردی بدون کشور نوشته کورت وانگات (۱۳۸۸، انتشارات هزارهٔ سوم)[۶]
- انگشتان پا- گزیدهٔ اشعار نوشته ریموند کارور (۱۳۸۸، انتشارات هزارهٔ سوم)[۱۱]
- آمینادب، موریس بلانشو، نشر بوتیمار[۱۲]
- اسکندر مقدونی، ساموئل ویلارد کرامئتون[۱۳]
- سه فضانورد، امبرتو اکو، انتشارات هزاره سوم اندیشه، ۱۳۹۲[۱۴]
- بمب و ژنرال، امبرتو اکو، انتشارات هزاره سوم اندیشه، ۱۳۹۲[۱۴]
- قبانی, نزار (۱۳۹۴). عشق ما روی آب راه می‌رود. Translated by پورمحسن, مجتبی; زاوه, مهرناز. انتشارات مروارید. ISBN 9789641913306.[۱۵]